# シャングリラ市
シャングリラ市 、または香格里拉市 （シャングリラし、チベット語:སེམས་ཀྱི་ཉི་ཟླ་གྲོང་ཁྱེར།、ワイリー方式：Sems kyi nyi zla grong khyer、中文表記: 香格里拉市、英文表記: Shangri-La City）は、中華人民共和国雲南省デチェン・チベット族自治州に位置する県級市。チベットではカム地方南部にあたる。自治州の州政府の所在地であり、市政府は建塘鎮に位置している。デチェン・チベット族自治州を構成する2行政区（徳欽県、維西リス族自治県）と共に国家級貧困県に指定されている。
チベット語でギャルタンと称され、チベット文化圏の南東端にあたり、北は徳欽（ジョル）、南は麗江を連絡する滇蔵公路における要衝となっている。ソンツェリン寺や虎跳峡が有名。また獰猛な性格で知られるチベット犬の産地でもある。

## 地理

属都湖

## 歴史
漢代は羌の居住地であり、吐蕃により神州都督が、その後南詔により剣川節度が設置されていた。1293年（至元30年）、元朝は中甸を政院轄地吐蕃等路宣慰司の管轄とし、その行政区は清末まで継承された。
中華民国が成立すると1913年に中甸県（ちゅうでんけん、チベット語:རྒྱལ་ཐང་རྫོང་།、ワイリー方式：rgyal thang rdzong、中文表記: 中甸县）が設置され、更に1957年に自治州管轄と改編、2001年12月17日にジェームズ・ヒルトンの小説『失われた地平線』の中で描かれているユートピア（理想郷）シャングリラ (Shangri-La) の名を採用し、2002年5月5日に中華人民共和国国務院から承認を得て、シャングリラ県に改名された。2014年12月16日市制施行し、シャングリラ市（香格里拉市）となり現在に至る。

## 行政区画
| 区分 | 数 | 名称                               |
| ---- | -- | ---------------------------------- |
| 鎮   | 4  | 建塘 小中甸 虎跳峡 金江            |
| 郷   | 7  | 上江 三垻 洛吉 尼西 格咱 東旺 五境 |

## 交通

### 航空
- デチェン・シャングリラ空港

### 鉄道
- 中国国家鉄路集団
  - 麗香線

### 道路
- 高速道路
  -  香麗高速道路
- 国道
  -  G214国道
- 省道
  -  226省道
- 県道
  -  219県道
  - R-3県道

## 健康・医療・衛生
- 香格里拉市人民医院